# Luc Urbain du Bouexic de Guichen
Luc Urbain du Bouexic, grof de Guichen, francoski admiral, * 21. junij 1712, Fougères (Bretanija), † 13. januar 1790, Morlaix (Finistère).